# マシュー・ブシェ
マシュー・ブシェ（Matthew Busche、1985年5月9日 - ）は、アメリカ合衆国、アイオワ州出身の自転車競技（ロードレース）選手。

## 経歴
2011年
- 国内選手権・個人ロードレース 優勝
- ブエルタ・ア・エスパーニャ 総合113位

2013年
- ツアー・オブ・カリフォルニア 総合6位